# Rockcreek (Oregon)
Rockcreek – jednostka osadnicza w Stanach Zjednoczonych, w stanie Oregon, w hrabstwie Washington.